# Twoday.net
twoday.net ist eine deutschsprachige Weblog-Hosting-Plattform und eine der größeren deutschsprachigen Blog-Communitys. Sie wird von dem gemeinnützigen Wiener Verein für Entwicklung, Betrieb und Unterstützung freier Publishing-Software betrieben, bei dem auch die Online-Community Antville.org angesiedelt ist.

## Geschichte
Die Arbeit an der Plattform wurde im Jahr 2002 begonnen. Twoday.net nahm den Betrieb im Februar 2003 auf. Zu diesem Zeitpunkt gab es nur wenige und ausschließlich nichtkommerzielle deutschsprachige Weblogplattformen am Markt. Die Plattform antville.org, die ein wichtiges Zentrum der deutschsprachigen Blogosphäre war, arbeitete an ihrer Belastungsgrenze und nahm keine neuen Benutzer mehr auf. Knallgrau setzte sich das Ziel, den ersten kommerziellen deutschsprachigen Weblog-Hosting-Dienst zu starten.
Die Plattform ermöglicht es Nutzern, ein vom Anbieter kostenlos oder gegen eine monatliche Gebühr bereitgestelltes Weblog zu betreiben. Sie hatte Ende 2008 mehr als 100.000 registrierte Anwender, die mehr als 46.000 Weblogs betrieben.
Im Februar 2018 wurde bekannt, dass der Betreiber vi knallgrau gmbh zum Ende Mai desselben Jahres den Betrieb von twoday.net einstellen werde, worauf sich die Betreiber der Website Antville.org für die Übernahme und den Weiterbetrieb von twoday.net anboten.
Seit Ende September 2018 läuft twoday.net daher auf dem Webserver von Antville.

## Merkmale
Derzeit werden drei verschiedene Produkte angeboten: In der Variante „Free“ kann der Benutzer kostenlos ein Weblog anlegen. Die kostenpflichtigen Varianten „Basic“ und „Advanced“ (5 bzw. 20 Euro monatlich) bieten größeren Speicherplatz und erweiterte Funktionalität, etwa die Möglichkeit, den Zugriff auf das Weblog zu beschränken. Seit November 2013 können keine neuen Blogs mehr angelegt werden, jedoch gibt es seit einer Abstimmung, die im September 2020 endete, Pläne für die Wiederbelebung der Plattform.

## Aus der Bloggerplattform entstandene Projekte
Zum einjährigen Geburtstag der Plattform wurde im März 2004 das Buch „Readme.txt“ mit ausgewählten Weblogeinträgen herausgegeben. Anschließend wurden mehrere Lesungen durchgeführt.
Im September 2005 wurde das Online-Magazin „mindestenshaltbar.net“ gestartet, in dem Weblogbetreiber aus der twoday.net-Community als Autoren fungieren.
Knallgrau entwickelte auf Basis der für twoday.net entwickelten Technik auch Softwareplattformen für Kunden. So betreibt etwa die TU Wien eine Weblogplattform für ihre Angehörigen auf Basis der Technik von twoday.net. Auch die Telekom Austria setzt eine Communityplattform mit Weblogelementen ein („AON Weblife“), die aus der Technik von twoday.net entwickelt wurde.

## Technik
Twoday.net basiert auf einer Weiterentwicklung der Software antville.
Im Dezember 2005 wurde der damals aktuelle Entwicklungsstand der Software von twoday.net als freie Software veröffentlicht. Dieses Softwareprojekt trägt den Namen twoday.org, die Software selbst twoday. Der Entwicklungsprozess wurde jedoch nicht geöffnet, sondern findet intern bei Knallgrau New Media Solutions statt. Seit Dezember 2005 gab es auch keine weiteren Veröffentlichungen der inzwischen weiterentwickelten Software.

## Forschung
Die Weblogcommunity war mehrfach Gegenstand empirischer Weblogforschung, etwa 2003 in einer Master-Thesis von Lucy Traunmüller, 2004 in Studien von Michael Schuster und 2005 in Forschungsarbeiten von Jan Schmidt.